# تف‌سنج

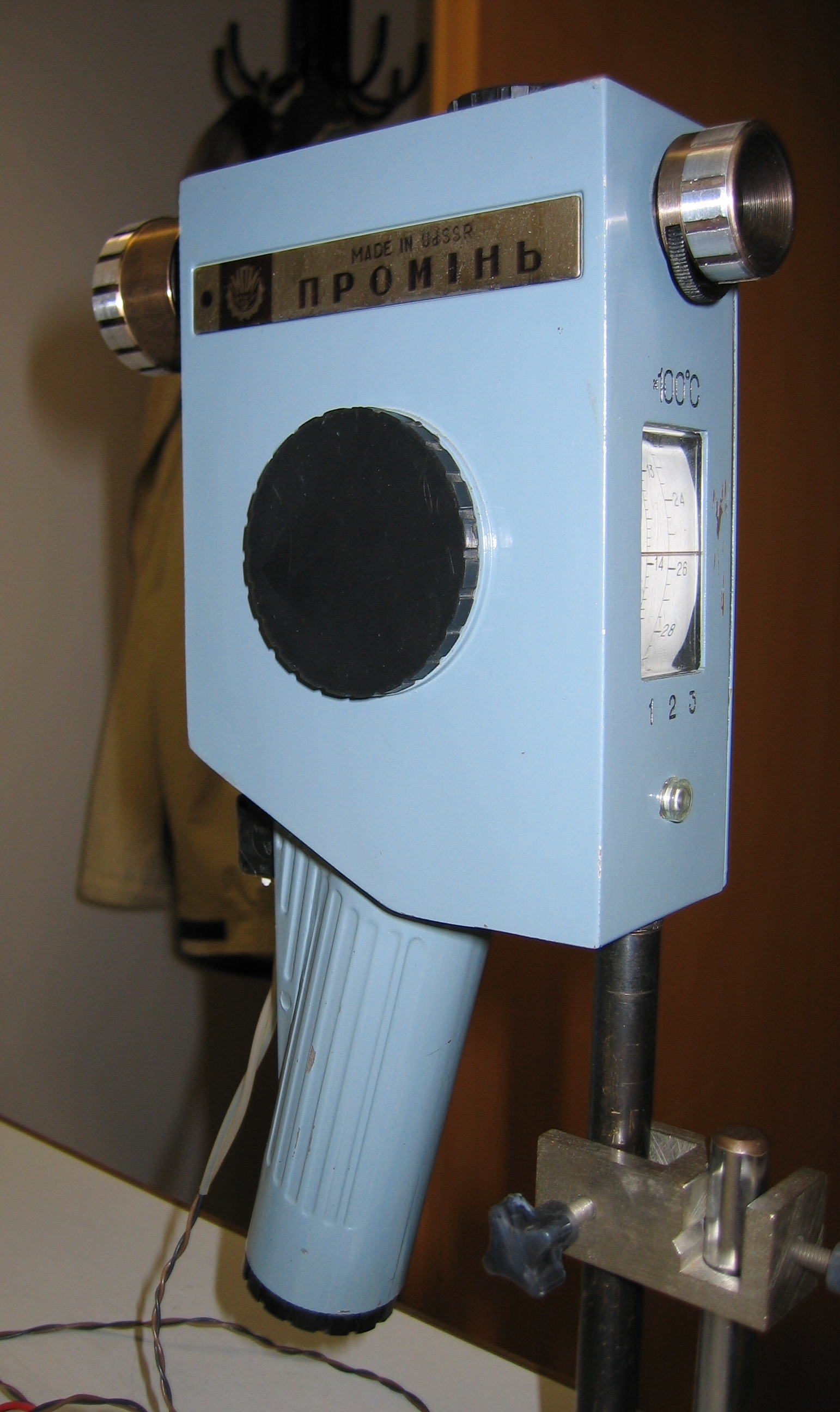
یک تفسنج نوری

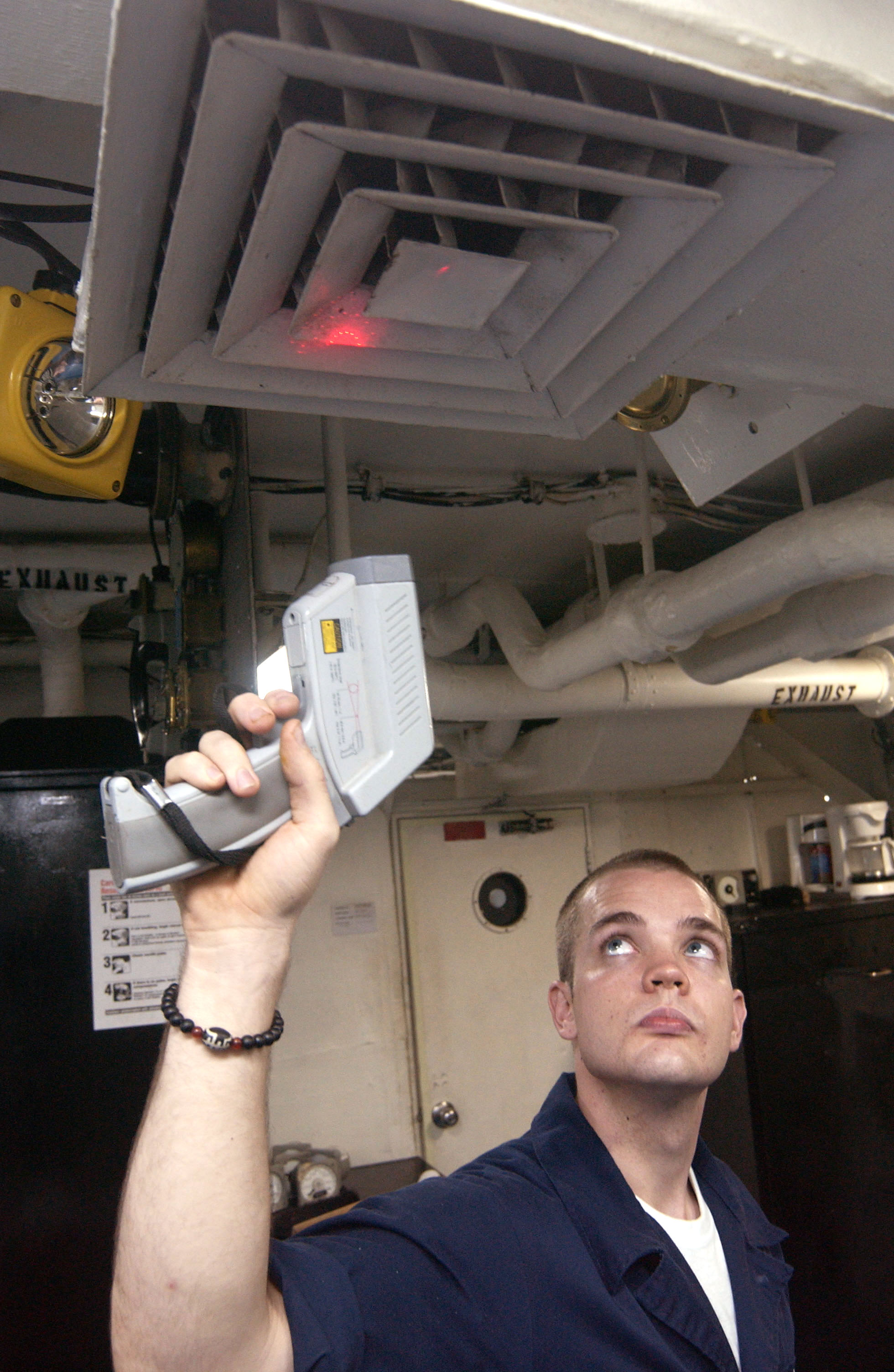
ملوانی که دمای یک سامانه تهویه را بررسی می‌کند.

پیرومتر (به انگلیسی: pyrometer) یا تَفْ‌سَنج، نوعی دماسنج سنجش از دور است که برای اندازه‌گیری دمای اجسام دور استفاده می‌شود. اشکال مختلفی از تفسنج‌ها در طول تاریخ وجود داشته‌اند. در استفاده نوین، دستگاهی است که از فاصله دور، دمای یک سطح را با توجه به میزان تابش گرما که از آن گسیل می‌کند، تعیین می‌کند، فرآیندی که به نام تفسنجی و گاهی رادیومتری شناخته می‌شود.
کلمه تفسنج (pyrometer) از کلمه یونانی برای آتش، "(تلفظ به انگلیسیπῦρ) (pyr) و متر به معنای اندازه‌گیری یا سَنج گرفته شده‌است. کلمه pyrometer در اصل برای نشان دادن دستگاهی ابداع شد که قادر به اندازه‌گیری دمای یک جسم با فروزندگی آن است، نور مرئی گسیل‌شده از جسمی که حداقل قرمز-داغ است. تفسنج‌های نوین یا دماسنج‌های فروسرخ نیز دمای اجسام سردتر را تا دمای اتاق با تشخیص شار تابش فروسرخ آنها اندازه‌گیری می‌کنند.